# Funéraille militaire
Une funéraille militaire peut être un monument ou un rite donnée par un pays pour la mort d'un soldat, d'un marin, d'un marin d'infanterie ou d'un aviateur qui sont morts dans une bataille, mais aussi d'un vétéran, ou d'autres grandes figures militaires ou d'un chef d’État. Les rites funéraires pour un militaire consistent à l'usage des gardes d'honneur, de tir avec des armes, mais aussi la présence des tambours et d'autres éléments militaires, comme un drapeau drapé sur le cercueil du défunt.

## Canada
Les funérailles militaires au Canada impliquent de nombreux rituels observés dans d'autres parties du monde. La Royal Canadian Horse Artillery utilise des tirs d'affût. Des tambours étouffés accompagnent la procession de la tombe. La coiffe, les insignes et les médailles du défunt sont portés sur un coussin de velours durant le service funèbre. Les volées sont tirés au-dessus de la tombe quand le corps est enterré. Les pays du Commonwealth reproduisent les exercices et les cérémonies militaires britanniques. La mélodie Last Post est joué au bugle une fois le soldat enterré.

## Chili

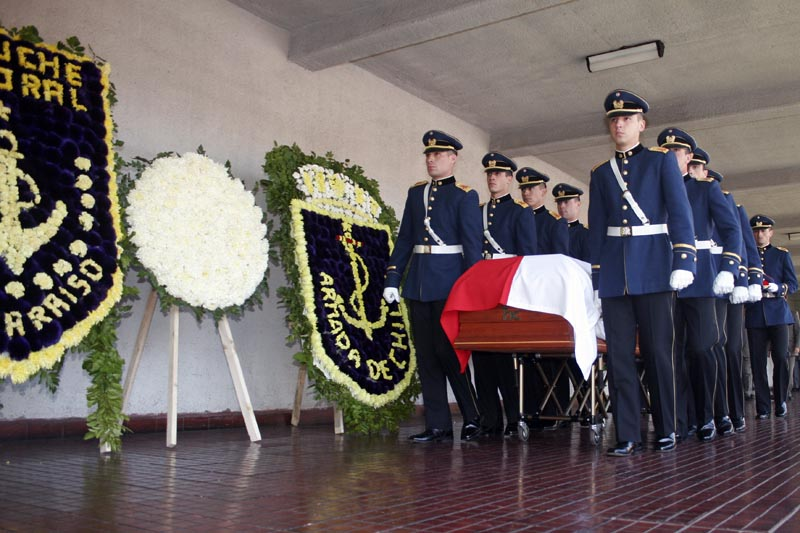
Cadets de l'armée chilienne transportant le cercueil du général Augusto Pinochet.

Dans les funérailles des armées chiliennes, en raison de ses traditions copiées sur l'armée Prussienne, la chanson allemande Der gute Kamerad est chantée dans sa version espagnole ("Yo tenía un camarada"). Le cercueil peut éventuellement être tiré par un cheval sur un caisson. Un clairon sonne les honneurs finaux lors de l’enterrement.
Lorsque le cercueil entre dans la tombe, une équipe de tir exécute une salve de tirs. Pour un général ou un officier, le 1er Régiment d'Artillerie tire une salve de trois coups.

## Allemagne

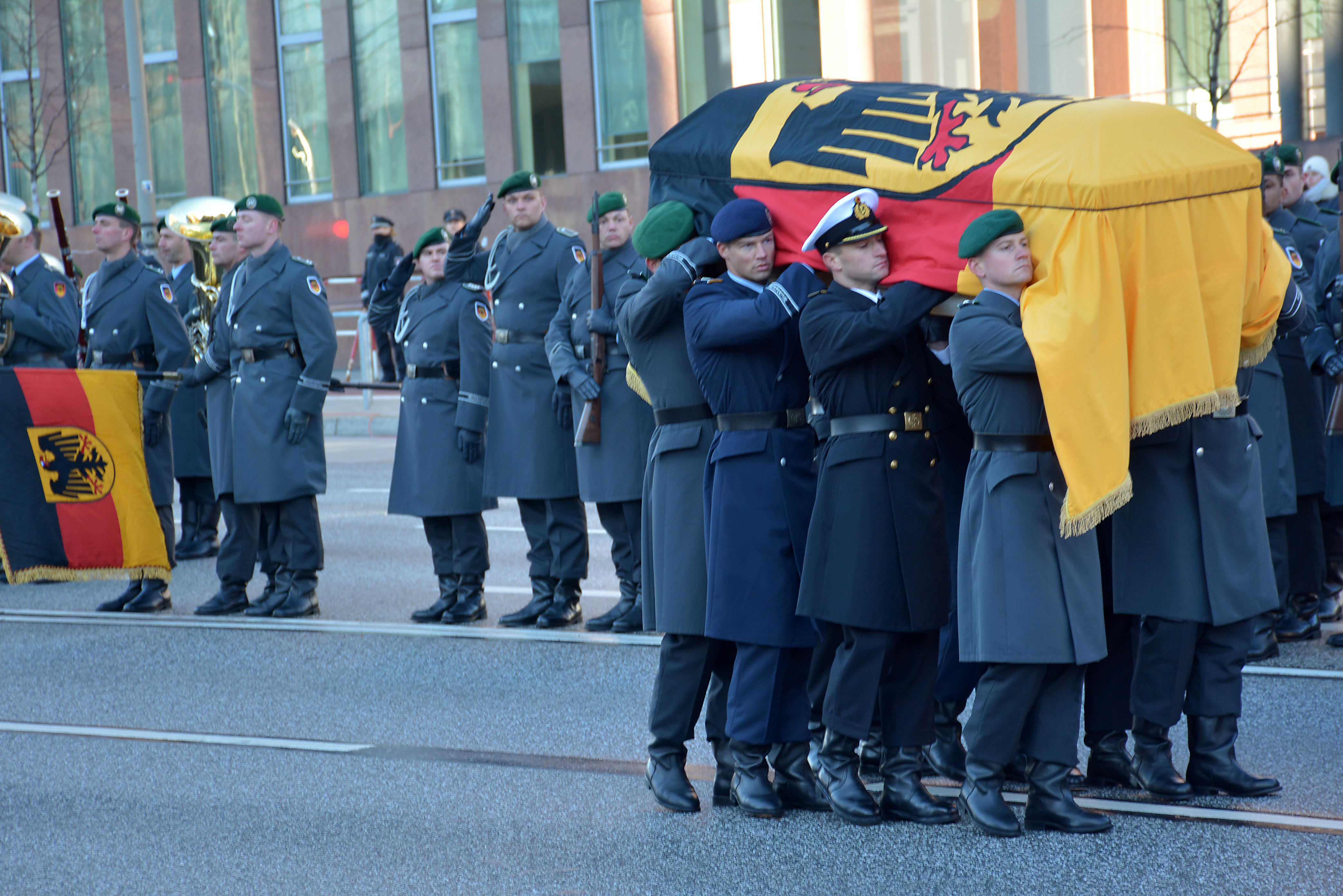
Les funérailles de Helmut Schmidt, ancien Chancelier allemand et ministre de la Défense.

En Allemagne, la chanson de Ludwig Uhland nommée Der gute Kamerad est une partie intégrante des funérailles militaires. Elle est jouée lorsque le cercueil est descendu dans la tombe et les militaires effectuent un salut.

## Indonésie
En Indonésie, les funérailles militaires ne sont généralement accordées qu'à des militaires ou à d'anciens guérilleros, les soldats d'opérations de Konfrontasi et de Trikora, en particulier ceux qui détiennent le Bintang Gerilya (étoile de la guérilla). Exceptionnellement, les hommes politiques et les ministres ont la possibilité d'obtenir ses funérailles, mais la plupart optent pour un enterrement religieux plus intime. La musique n'est pas jouée car elle ne fait pas partie des traditions de l'armée Indonésienne sauf pendant les derniers honneurs. Une salve de tirs de 21 canons est de sept soldats peut avoir lieu, mélangeant parfois des militaires d'autres unités des forces armées indonésiennes dépendant de la carrière du défunt, L’équipe qui rend les honneurs est une formation de la taille d’un peloton et plus le peloton ou la demi-compagnie est grande, plus le défunt était important. Un bon exemple de sépulture militaire indonésienne est celui du défunt président Soeharto (bien que des différences majeures évidentes existent). Les prières sont dirigées par des représentants de la foi religieuse de la personne. Des traditions similaires existent également dans la Police Nationale Indonésienne.
Voir ici : Vidéo des funérailles militaires indonésienne

## Italie

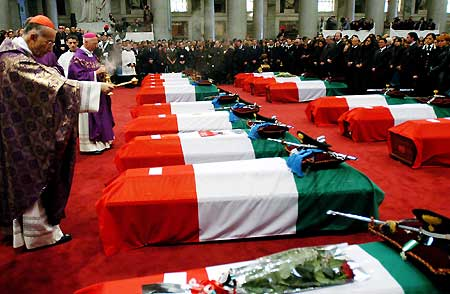
Funérailles nationales des soldats tombés lors de l'attentat de Nassiriya, célébré par le cardinal Camillo Ruini dans la Basilique Saint-Paul-hors-les-Murs, le 18 novembre 2003

En Italie, les membres des forces armées qui sont morts dans l'exercice de leurs fonctions se voient accorder des obsèques nationales par décret du Premier ministre. Les funérailles suivent donc le protocole des funérailles nationales, et en particulier les six officiers en uniforme qui portent le cercueil sont membres de la même force armée que le défunt.

## Pologne
En Pologne, le dernier fragment de la chanson de Władysław Tarnowski nommée Śpij, kolego ("le Sommeil, un ami"),,,, est une partie intégrante des funérailles militaires, joué par un trompettiste. Il est aussi utilisé lors de cérémonies d’État. Il y a aussi une salve de trois tirs (salwa honorowa) constitué d'un groupe de tir composé d’un peloton ou d’une compagnie armé.

## Espagne
En Espagne, les troupes formées chantent La muerte no es el final ("La mort sans vie") : la mort n'est pas la fin lors des cérémonies funéraires et de toutes les cérémonies militaires, lorsque les morts sont à l'honneur. La Légion espagnole a une exception: l'hymne régimentaire Novio de la Muerte ("Époux de la mort") est joué intégralement au cours des occasions auxquelles la Légion assiste.

## Royaume-Uni
L'armée britannique porte des armes inversées lors des funérailles militaires. Last Post et The Rouse and the Reveille sont joués pendant le rite.

## États-Unis d'Amérique
Dans les États-Unis, l'United States Army Military District of Washington (MDW) est responsable de fournir des funérailles militaires. "Honoring Those Who Served" est le titre du programme pour l’instauration de funérailles militaires et d’honneurs réservés aux vétérans de la nation.
Depuis le 1er janvier 2000, l’article 578 de la loi publique 106-65 de la loi sur la National Defense Authorization Act  stipule que les forces armées des États-Unis doivent rendre leurs honneurs lors de funérailles militaires. Conformément à la loi fédérale, la garde d'honneur pour l'enterrement d'un ancien combattant admissible doit comprendre au moins deux membres des forces armées. Les détails de la garde d'honneur effectueront au minimum une cérémonie comprenant le pliage et la présentation du drapeau des États-Unis au plus proche parent du défunt et le Taps sera joué par un clairon seul, si disponible ou par enregistrement audio. Aujourd'hui, il y a tellement peu de joueurs de clairon disponible que les forces armées américaines ne peuvent souvent pas fournir ce genre d'hommage. Cependant, la loi fédérale permet aux unités de la Réserve et de la Garde nationale d’aider au service des honneurs funèbres si nécessaire.

## Autres
- Après la guerre du Liban de 2006, le Hezbollah drapait les cercueils contenant leurs morts dans des drapeaux du Hezbollah avec des fleurs sur le dessus. Selon les traditions musulmanes chiites, ils ont été enterrés dans leurs villes natales.
- Les membres de l'armée républicaine irlandaise membres ont reçu des funérailles militaires.
- Dans certaines occasions, des soldats ont reçu des funérailles militaires de la part de leurs ennemis (voir, par exemple, Manfred von Richthofen).

## Galerie

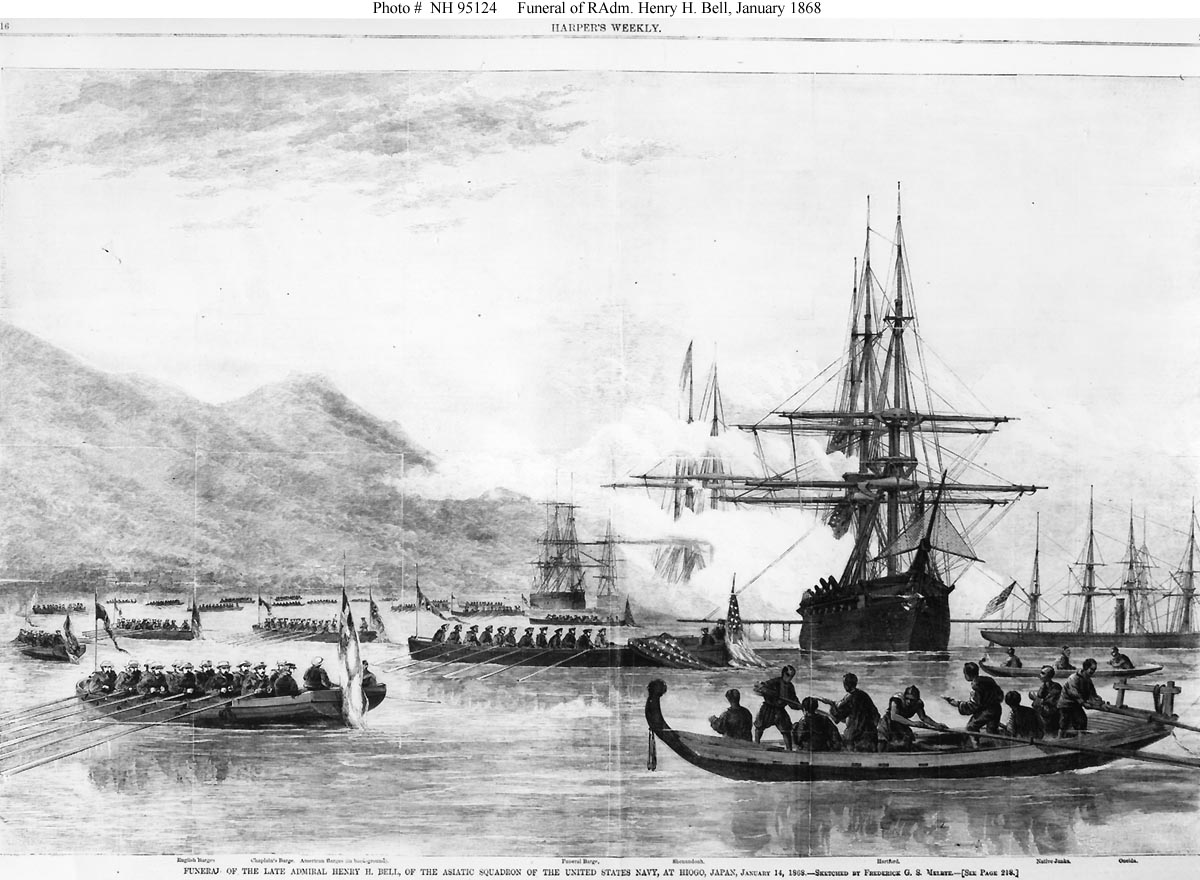
Les funérailles militaires du contre-amiral américain Henry H. Bell à Hiogo (Japon) le 14 janvier 1868.
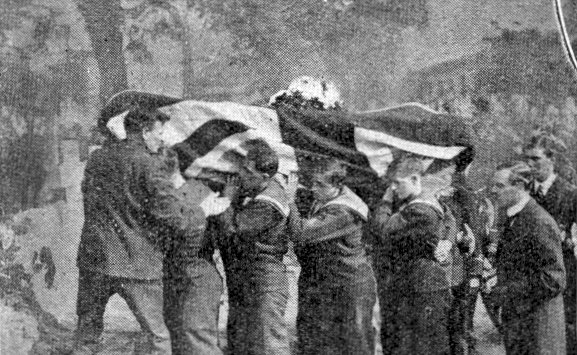
Le 21 juin 1915, des membres de la Division royale de la marine transportèrent le cercueil du lieutenant Reginald Warneford à son lieu de sépulture au cimetière de Brompton.
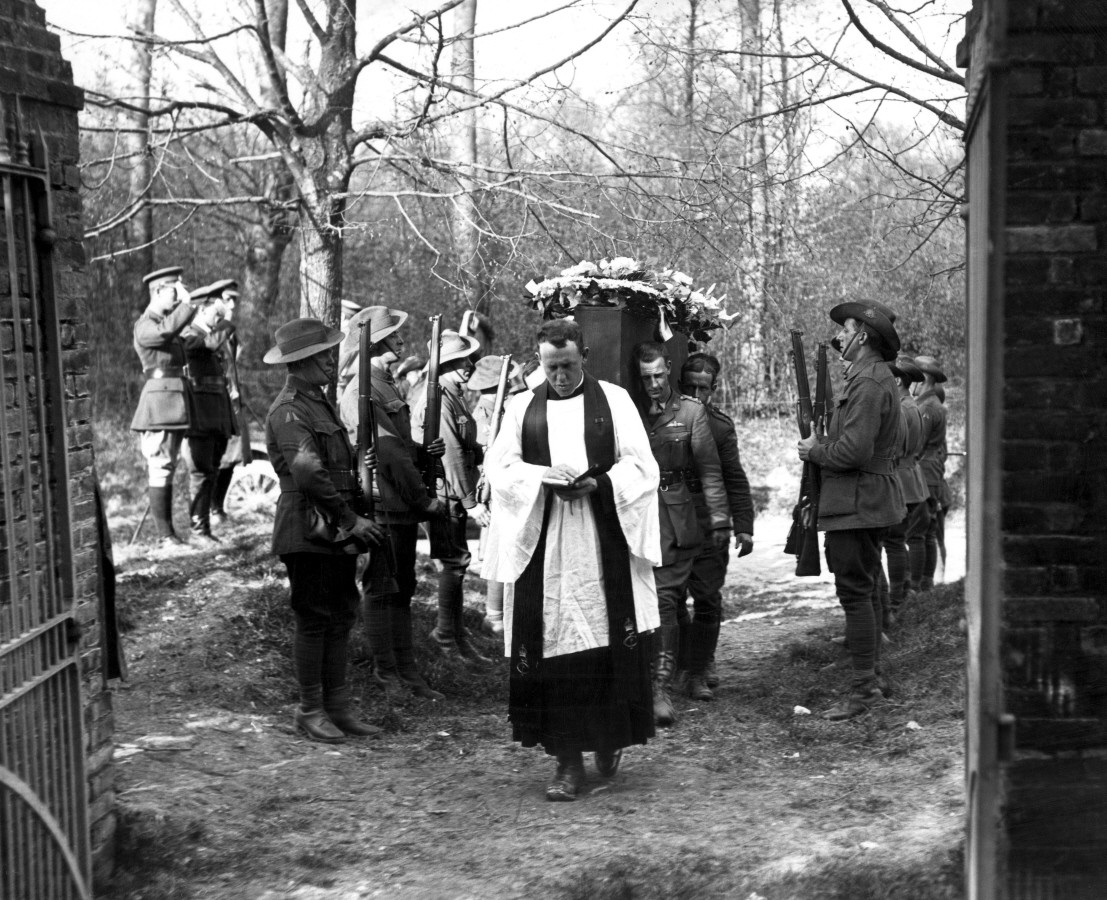
Les funérailles militaires de Manfred von Richthofen sont présidées par des officiers de l’escadron numéro 3 de la RAAF qui portent son cercueil au cimetière de Bertangles en France, le 22 avril 1918.
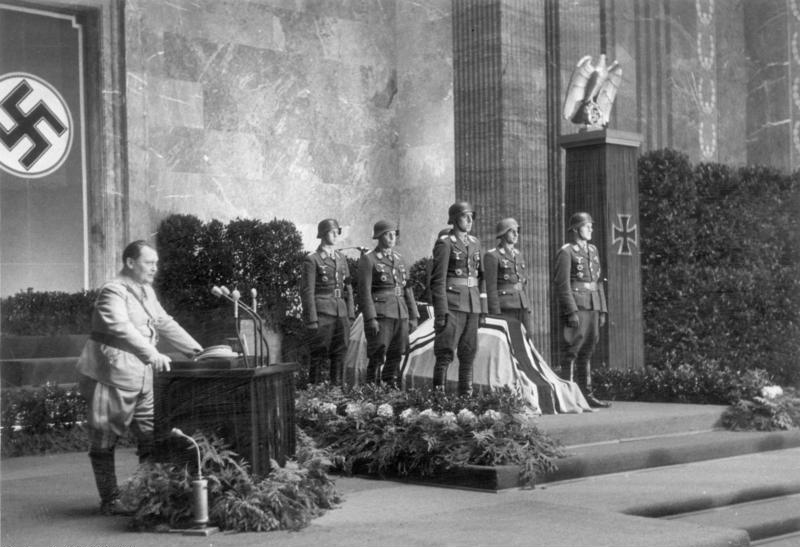
Hermann Göring, le commandant en chef de la Luftwaffe, prononçant un discours lors des funérailles militaires du lieutenant-colonel Helmut Lent en octobre 1944.
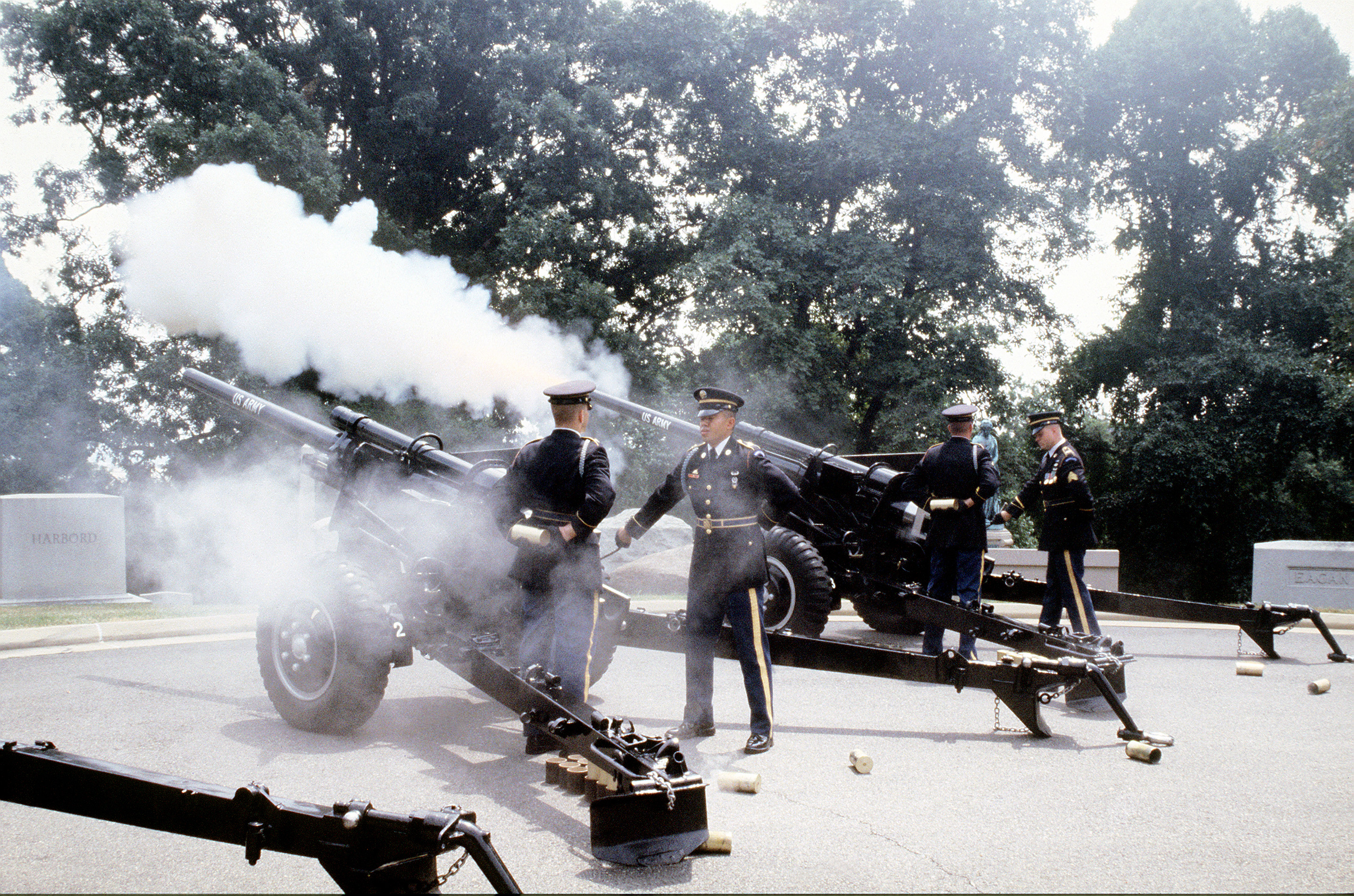
Des membres de la batterie présidentielle du 3e régiment d'infanterie des États-Unis, The Old Guard lors des funérailles militaires du 10 août 1998 au cimetière national d'Arlington.
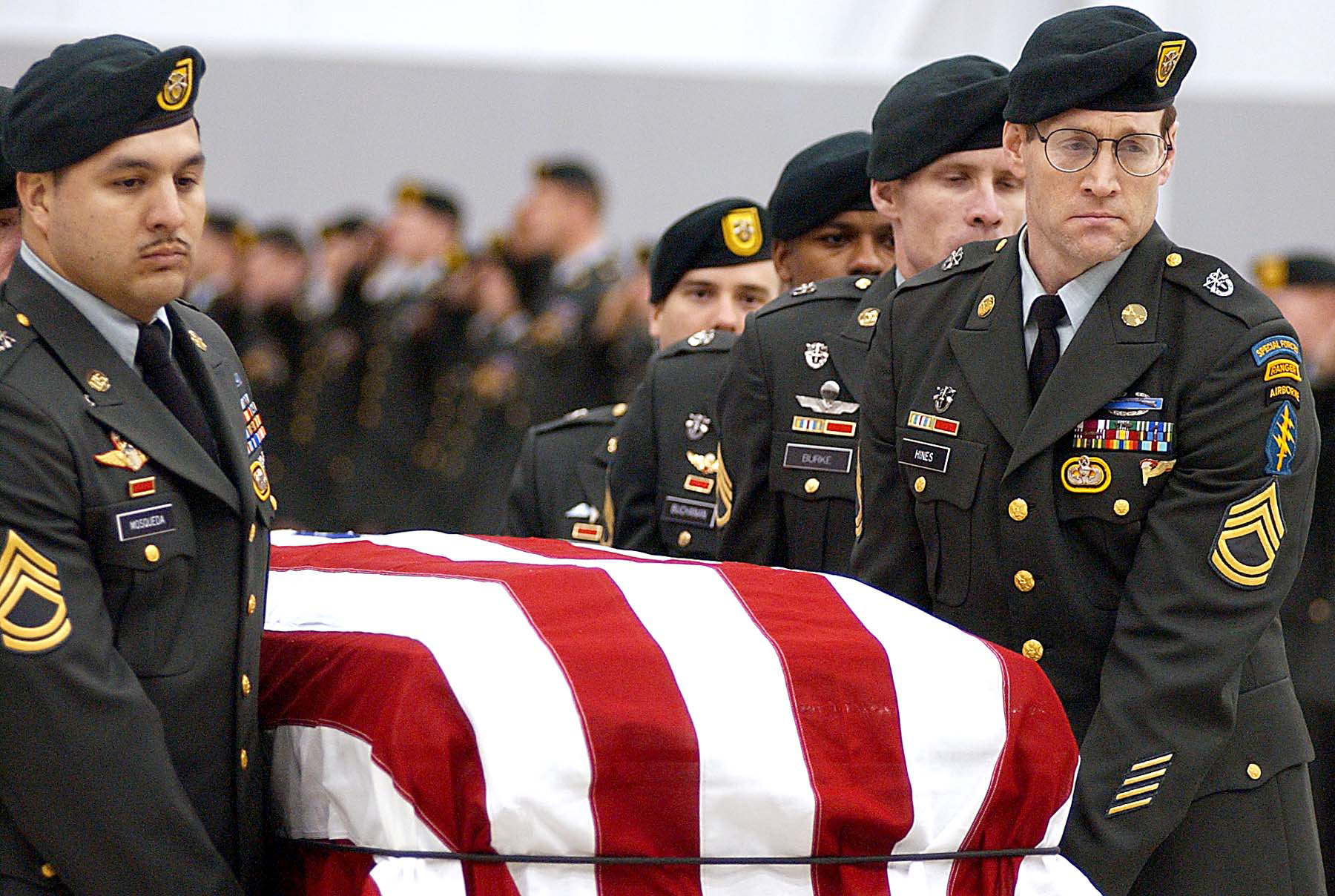
Une équipe du 1er groupe de forces spéciales portant le cercueil drapé du sergent de première classe Nathan R. Chapman le 8 janvier 2002 à l'aéroport international de Seattle-Tacoma.
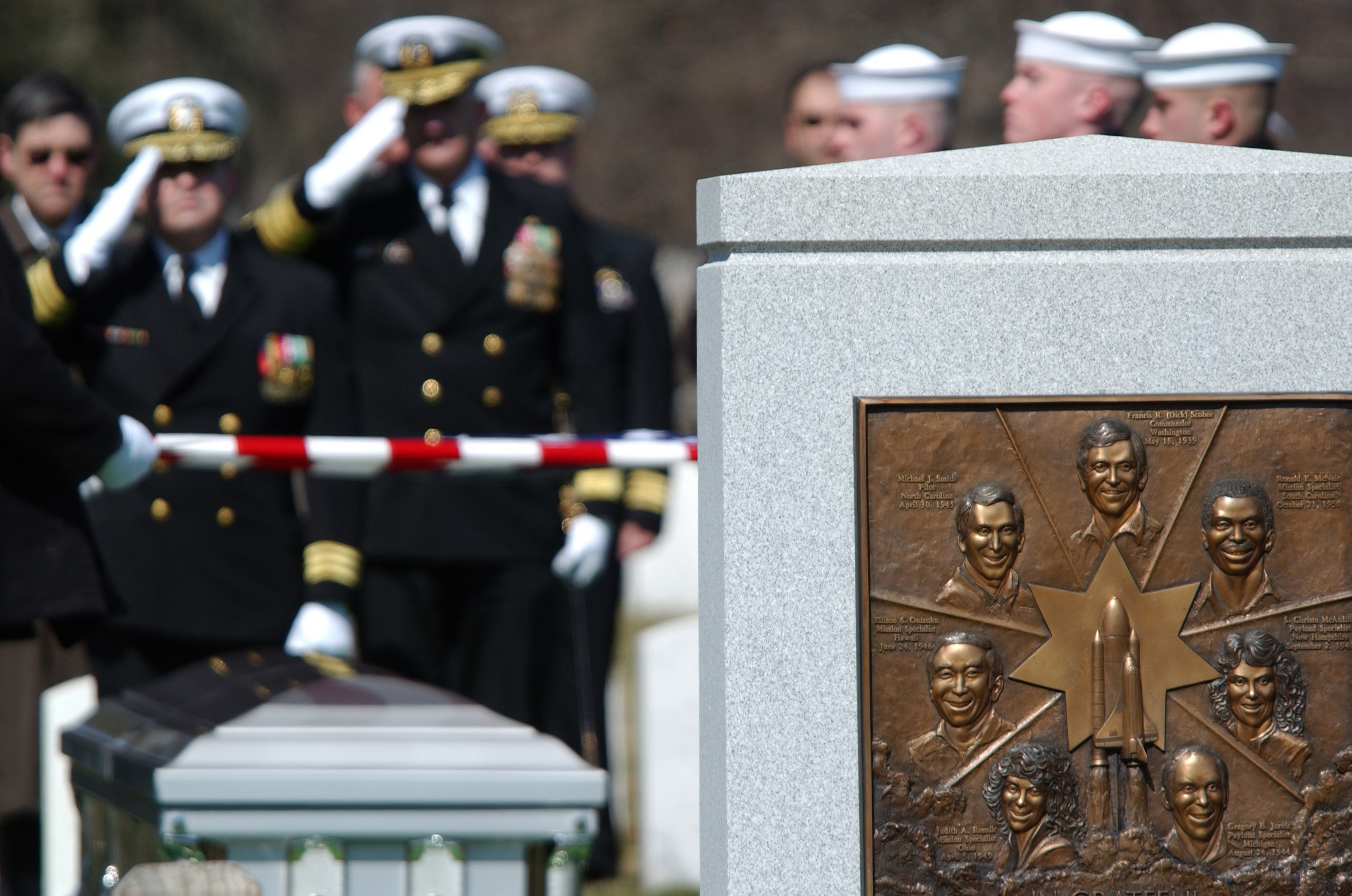
Une équipe de la marine américaine pliant le drapeau et couvrant les restes de l’astronaute de la NASA et du capitaine Laurel Blair Salton Clark, membre de l’équipage de la navette spatiale Columbia, qui ont péri avec ses équipiers lors d'un problème avec la navette spatiale en 2003.
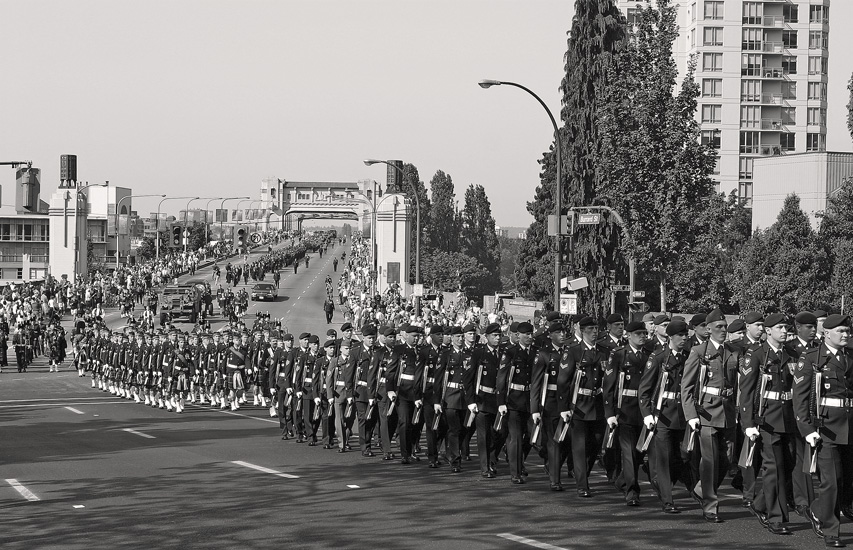
Le cortège militaire funèbre du soldat de la Seconde Guerre mondiale et du bénéficiaire de la Croix de Victoria, Ernest « Smokey » Smith, à Vancouver, au Canada, le 13 août 2005.
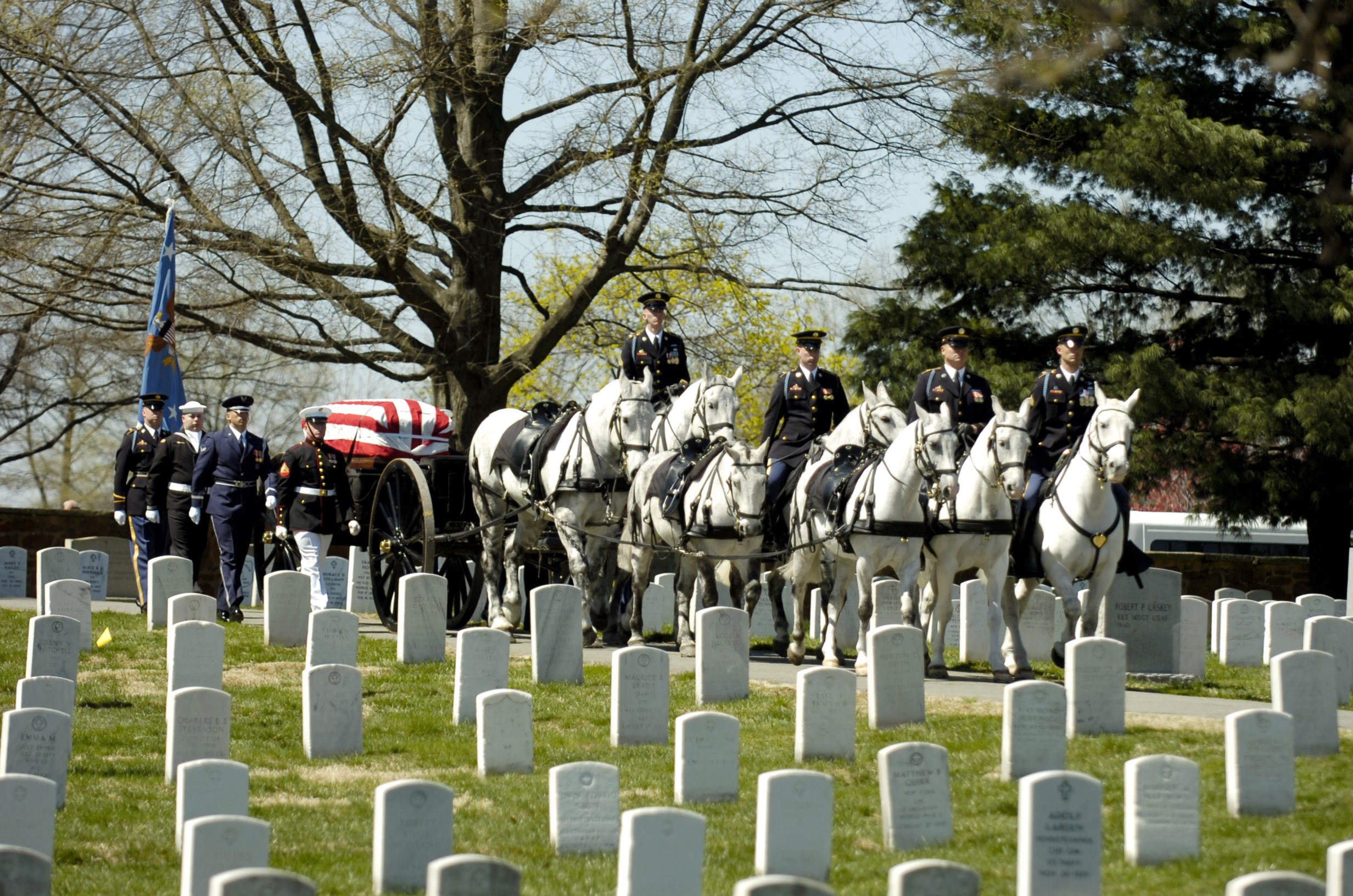
Le 4 avril 2006, le cercueil de Caspar Weinberger, 15e secrétaire américain à la Défense, lors d'un cortège funèbre cérémonial en route vers son dernier lieu de repos au cimetière national d'Arlington.
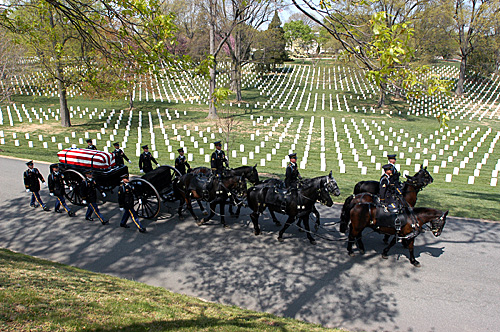
Une équipe du 3e régiment d'infanterie des États-Unis The Old Guard transportant les restes de l'adjudant-chef retraité Michael J. Novosel lors d'un cortège funèbre au cimetière national d'Arlington où il a été enterré le 13 avril 2006.
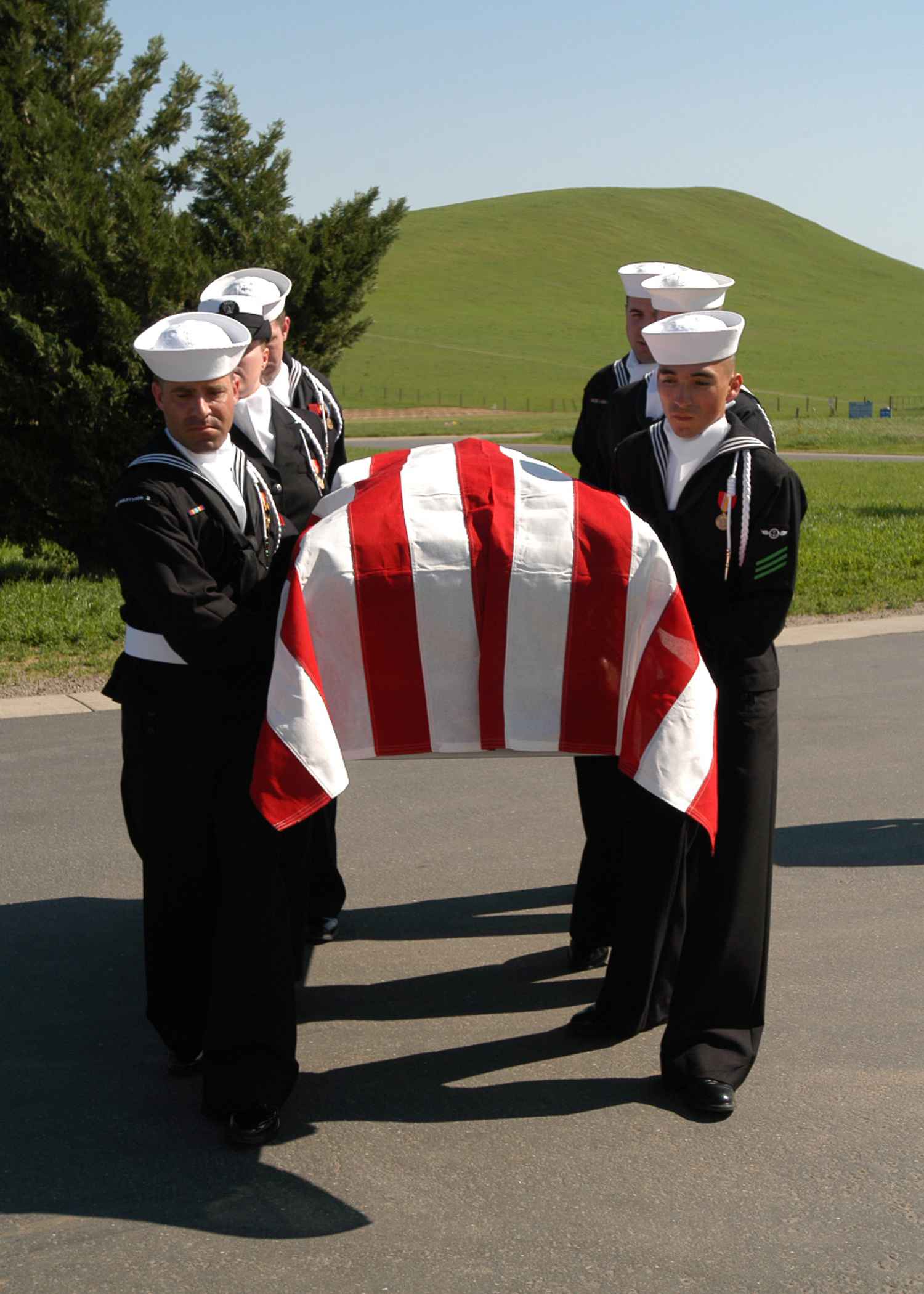
L'unité de cérémonie assignée à la base aéronavale Lemoore lors de funérailles militaires au cimetière national de San Joaquin Valley à Gustine en Californie.
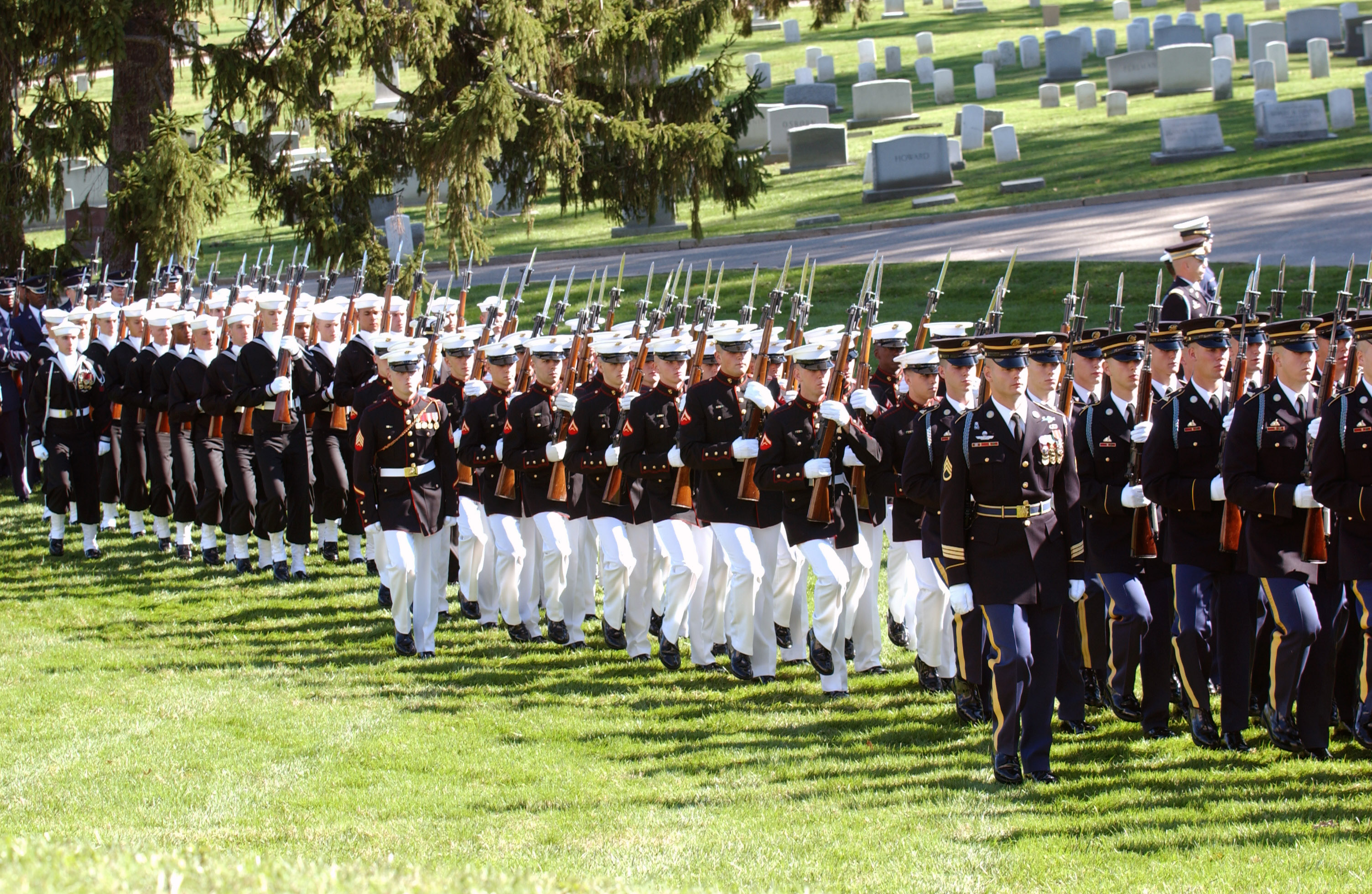
Des escortes marchent dans le cimetière de l'Académie navale des États-Unis dans le cadre du cortège funèbre cérémonial de l'ancien président des chefs d'état-major interarmées, l'amiral William J. Crowe en 2007.
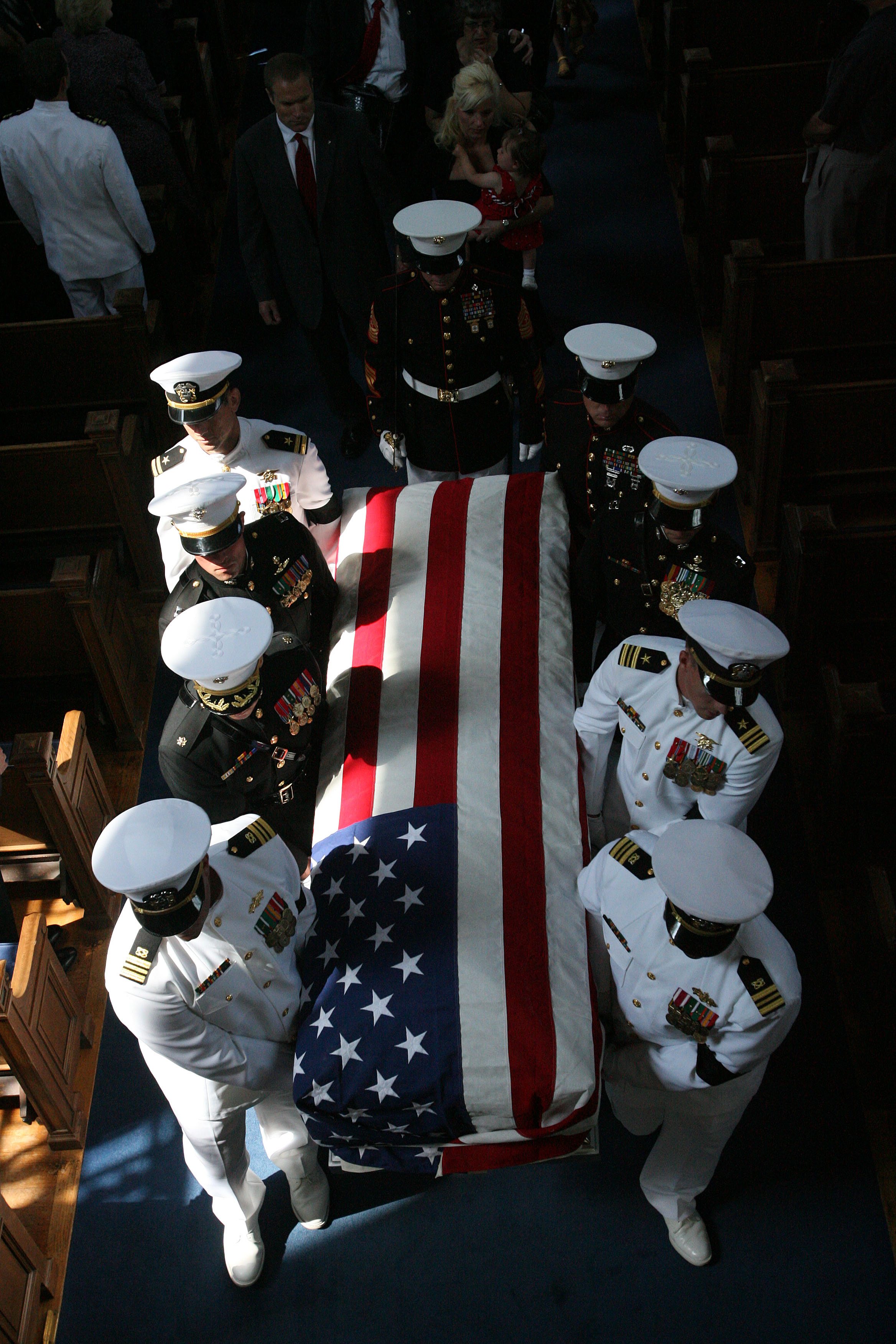
Une équipe transporte le cercueil du major Douglas A. Zembiec, l'ancien commandant de la compagnie E, 2e bataillon du 1er Régiment de marine de la chapelle de l’Académie navale d’Annapolis (Maryland) à la suite d’un hommage funèbre tenu en son honneur.
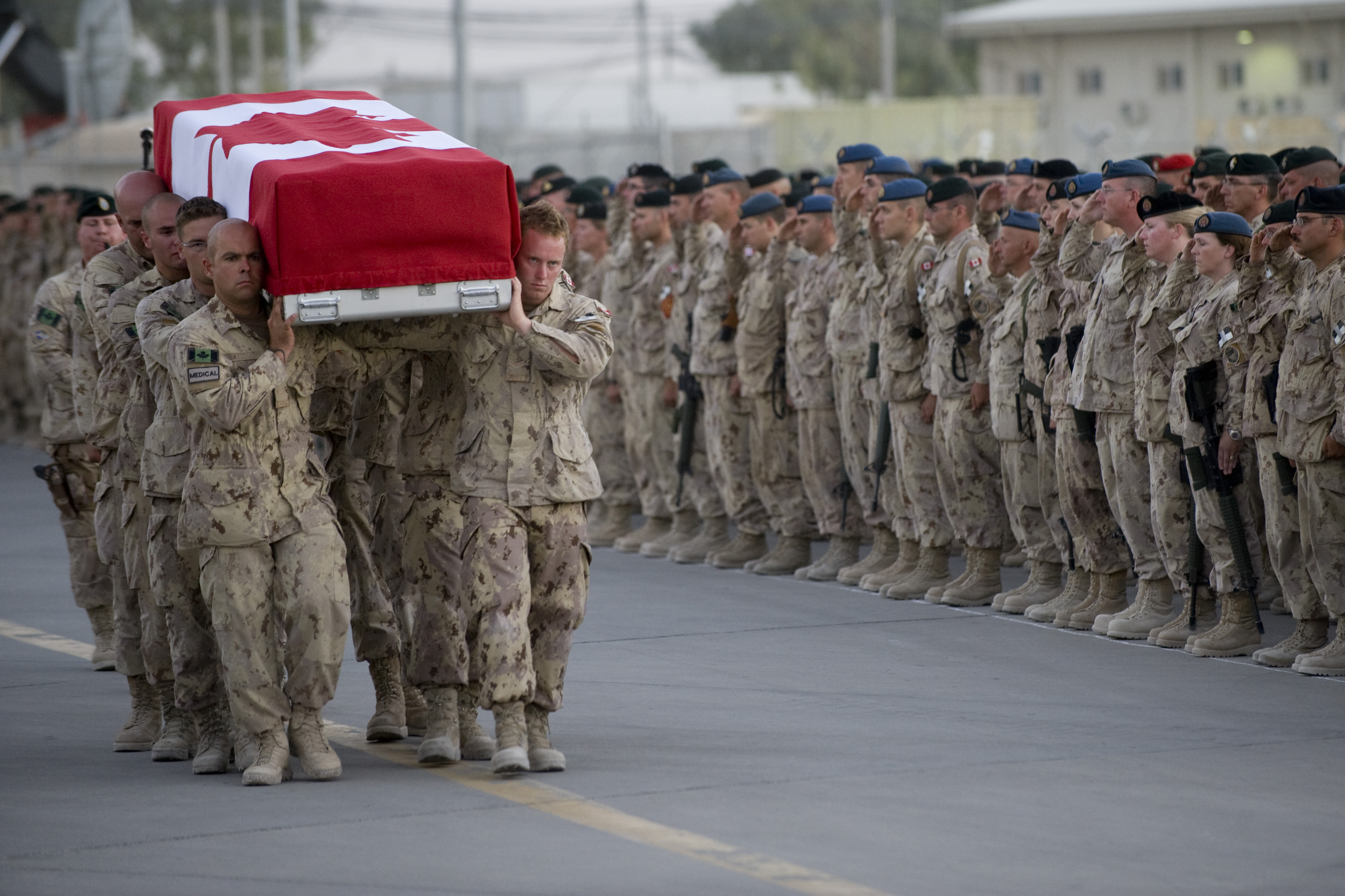
Une garde d'honneur canadienne porte les restes de Sebastien Courcy lors d'une cérémonie à l'aérodrome de Kandahar (Afghanistan) le 17 juillet 2009.